# Borstademhaling
De borstademhaling is de ademhaling die plaatsvindt met behulp van spieren tussen de ribben.
De tussenribspieren trekken samen waardoor de borstkas omhoog en naar buiten worden getrokken.

## Borstademhaling en oosterse bewegingskunsten en meditatie
Volgens yogi André Van Lysebeth kan de borstademhaling zittend (op de grond of op een stoel) of staand worden geoefend. Voor een juiste uitvoering van de oefening gebruikte Van Lysebeth een riem die hij om het bekken samentrok wanneer de longen zo veel mogelijk leeg waren; hierdoor zou worden voorkomen dat er meegeademd werd in de middenrifademhaling. Bij de oefening kan men de handpalmen tegen de zij op de ribben leggen om de beweging te voelen.

### Toepassingen en het nut van oefening
Bij sommige oosterse bewegingskunsten en meditatie, zoals (Chi Kung, Tai chi en yoga) is de middenrifademhaling een essentieel onderdeel van de beoefening.
Het nut van de borstademhaling wordt gezien in het afzonderlijk oefenen van een van drie ademhalingswijzen, waardoor men zich een vloeiendere uitvoering van de volledige ademhaling aanleert.

## Commentaar vanuit de fysiologie
Inademing vindt plaats door het vergroten van het volume van de borstkasholte. De vergroting van de borstkasholte vindt plaats door afvlakking van het middenrif (buikademhaling) in combinatie met samentrekking van de tussenribspieren, waardoor de ribben naar boven en naar buiten worden getrokken (borstademhaling). Daarnaast kan door middel van onder meer de musculus sternocleidomastoideus het naar boven verplaatsen van de ribbenkast ondersteund worden. Dit noemt men wel de hulpademhaling. Deze hulpademhaling, hier sleutelbeenademhaling genoemd, staat nooit los van de borstademhaling, maar dient slechts als ondersteuning daarvan.
De ademhaling kan volledig onbewust geschieden, onder invloed van de hersenstam, maar ook bewust beïnvloed worden. Door deze bewuste beïnvloeding kan het accent verschuiven van middenrifafvlakking naar borstademhaling. Aangezien hersenstamfuncties niet trainbaar zijn, kan met ademhalingstraining de onbewuste ademhaling niet beïnvloed worden.